# Stazione di Dolcè
La stazione di Dolcè è una fermata ferroviaria posta sulla linea Bolzano-Verona. Serve il comune di Dolcè.